# Chris Parks
Christopher J. "Chris" Parks (nascido em 4 de outubro de 1975), mais conhecido pelo seu nome de ringue "The Monster" Abyss, é um lutador americano de wrestling profissional que trabalha para a Total Nonstop Action Wrestling (TNA). Parks é um dos homens atualmente empregados pela TNA que apareceram na primeira transmissão da empresa em 19 de junho de 2002.
Como Abyss na TNA, Parks tornou-se campeão do NWA World Heavyweight Championship, sendo o primeiro de apenas dois homens a segurar o título ao competir sob uma máscara. Abyss é o lutador mais pesado a ganhar o TNA X Division Championship. Ele também conquistou o TNA Television Championship duas vezes e o NWA World Tag Team Championship uma vez com A.J. Styles. Tendo vencido todos esses campeonatos, Abyss foi o quarto homem a completar a tríplice coroa da TNA e o segundo a terminar o Grand Slam. Parks atualmente também luta na TNA como Joseph Park, o irmão de Abyss segundo o enredo. Antes disso, a personagem de Abyss tinha estado em uma rivalidade com seu meio-irmão (também no enredo) Judas Mesias. O último personagem foi basicamente ignorado em histórias atuais, efetivamente excluindo-o da existência no presente.
Através de relações de trabalho da TNA com a Asistencia Asesoría y Administración (AAA), Abyss também já trabalhou regularmente para a promoção do México, onde ele foi campeão do Campeonato Mundial en Parejas de AAA com Chessman.

## Começo da vida
Chris Parks nasceu em Washington D.C. Ele cursou o ensino médio em Cleveland, Ohio, onde ele jogou futebol americano. Ele frequentou a Universidade de Ohio.

## Carreira no wrestling profissional

### Treino e estreia
Chris Parks foi treinado por Roger Ruffin da Northern Wrestling Federation (NWF). Ele venceu sua luta de estréia por desqualificação. Nos primeiros anos de sua carreira, Parks trabalhou na NWF como o Original Terminator, Chris Justice e então Prince Justice.
Em 2001, Parks trabalhou para a NWA Wildside, onde ganhou o NWA Wildside Tag Team Championship com A.J. Styles. Ele também lutou com Jerry Lawler no Memphis Power Pro Championship Wrestling.
Parks foi então descoberto por Dutch Mantel, que na época era reserva do IWA Puerto Rico, quando Mantel participaram do primeiro pay-per-view da Total Nonstop Action Wrestling (TNA), em Huntsville, Alabama em 19 de junho de 2002. Parks apareceu no pay-per-view em uma Gauntlet for the Gold match sob o nome de Justice. Mantel então reservou para Parks para aparecer na IWA. O personagem Abyss apareceu pela primeira vez no IWA no Golpe de Estado em julho de 2002 na frente de 13.000 fãs no Roberto Clemente baseball park em Carolina, Porto Rico, quando ele atacou e deficientes Shane o Menino Glamour, que estava programado para aparecer no evento principal naquela noite contra Savio Vega. Enquanto trabalhava para a empresa, Parks ganhou o IWA Hardcore Championship, IWA Intercontinental Heavyweight Championship e o IWA World Tag Team Championship. Parks trabalhou na IWA em Mantel por cerca de um ano, até que ele voltou a TNA em 2003.Esteve na WWE num curto tempo
WWE (1997-1999 , 2001-2003)
Pouco ou Nada se sabe sobre ele na WWE mas sabes-se que pertenceu aos Odities como podem ver na imagem dele acima , Na WWE não era muito bem visto decidiu deixar o cabelo crescer e a barba e começou a usar máscar , Kane irritou-se pensou que estava a ser copiado e pediu luta contra ele , Abyss venceu , Nem videos da passagem de Abyss pela WWE tem só mesmo imagens , Abyss é tão misterioso que de sua passagem pela WWE só tem relatos.Foi Demitido por ter dado uma surra em Vince McMahon em 1999 , Voltou em 2001 mas Vince McMahon continuava de olho nele que o pôs em feud com Undertaker e em 2003 eles acabam lutando no publico e Abyss perde e se demite.

### Total Nonstop Action Wrestling

#### Primeiras rivalidades (2003–2005)
Parks retornou a TNA como "O Monstro" Abyss em junho de 2003, estreando como um vilão e atacando Watts Erik, embora a disputa foi de curta duração. Depois, Parks foi trazido como um guarda-costas para Kid Kash. Eles continuaram a ser aliados até outubro, quando Kash traíu Abyss para perder uma luta e Abyss ligado atacou Kash.  Abyss ganhou uma vitória sobre Kash, mas depois perdeu uma First Blood Steel Chair on a Pole match para seu ex-parceiro. Logo após a perda da rivalidade entre os dois terminou. Logo após, Abyss aliou-se com Don Callis. Com esta nova aliança, Abyss logo rivalizou com Raven. A disputa durou o resto de 2003, com a luta final colocando Abyss e a Red Shirt Security (Kevin Northcutt e Legend) contra Raven e The Gathering em uma Steel Cage match. Abyss e sua equipe saiu vitoriosa, quando o recolhimento ligado Raven.
Entrando em 2004, Abyss entrou em sua primeira grande feud com A.J. Styles. Em um show, Abyss foi forçado a formar dupla com Styles em uma luta pelo NWA World Tag Team Championship contra os campeões Red Shirt Security, com Abyss e Styles ganhando o título. Abyss depois derrotou Styles para ganhar o controle do título. Depois disso, os dois homens lutaram em uma não-competição em uma Falls Count Anywhere match. No próximo show, Abyss derrotou Styles novamente, desta vez em uma Ladder match a tornar-se o desafiante para o NWA World Heavyweight Championship. Abyss perdeu o direito de Raven em uma luta que Styles também estava envolvido junto com Ron Killings.
Cerca de um mês após a briga com Styles, Abyss recebeu um novo gerente, Goldy Locks. Ela usou Abyss para derrotar seu ex-namorado Erik Watts para ganhar o contrato.  Ela continuou usando Abyss para ganhar contratos para ela, além de adicionar Alex Shelley em seu grupo para ajudar.  Watts retornou mais tarde para a vingança, com Abyss, Shelley e Goldy Locks contra Watts, Siaki Sonny, e Desire em uma luta de trios mistos. Durante a luta, Abyss virou contra sua sua equipe atacando Locks Goldy. Não muito tempo após a separação de Goldy Locks, Abyss começou a rivalizar com Monty Brown e Raven. A briga se transformou na primeira Monster's Ball match no primeiro pay-per-view mensal da TNA, Victory Road. No Victory Road, Brown venceu a luta, quando ele derrotou Raven. Abyss e Brown continuaram a briga até que eles se encontraram em uma luta de sobrevivência no Turning Point, quando Brown saiu novamente vitorioso.
Abyss, então, apareceu no Final Resolution, atacando Jeff Hardy.  Este ataque levou a uma Full Metal Mayhem entre os dois no Against All Odds com o vencedor a tornar-se o desafiante para o NWA World Heavyweight Championship. Abyss venceu a luta. Na revanche no Destination X em uma Falls Count Anywhere match, Hardy ganhou. Abyss em seguida, definiu suas vistas sobre o NWA World Heavyweight Championship, e ele lutou contra AJ Styles para se tornar o desafiante no Lockdown em uma Six Sides of Steel match. Styles ganhou a luta e a chance e Parks sofreu uma lesão no ombro Ele, no entanto, voltou à ação no Gauntlet for the Gold match no Hard Justice. Com esta vitória, deu-se a entrada no King of the Mountain match  no Slammiversary , colocando-o contra o NWA World Heavyweight Champion A.J. Styles, Monty Brown, Raven, e Sean Waltman com o título da NWA em jogo, que Raven ganhou.

#### Aliança e rivalidade com James Mitchell (2005-2008)
Abyss, não contente com a derrota, atacou Raven no Impact! seguinte, e obteve o velho inimigo de Raven, James Mitchell como novo gerente de Abyss. Depois de semanas de ataques, Raven tentou ganhar a vingança em Abyss ao colar uma corrente de aço em uma luta Steel Chain Dog Collar match no No Surrender com o título em jogo. No final, Raven derrotou Abyss para manter o título. Abyss não estava feliz, e mostrou-o ao atacar Lance Hoyt no Impact! seguinte, a marcando uma luta no Sacrifice. Abyss derrotado Hoyt no evento, e durante o evento principal, atacou Sabu. Com o início da guerra, Abyss e Sabu se encontraram em uma luta sem desqualificações no Unbreakable, com Abyss derrotando Sabu. Eles lutaram novamente no Bound for Glory em uma Monster's Ball match, que também envolveu Jeff Hardy e Rhino,  com Rhino vencendo a luta. Durante a luta, Jeff Hardy aplicou um Swanton Bomb em Abyss através de uma mesa de aproximadamente 17 pés. Abyss e Sabu continuaram a lutar, levando a outra luta sem desqualificações no Genesis, com Abyss novamente derrotando Sabu. Uma Barbed Wire Massacre match no Turning Point terminou a rixa entre os dois. A luta foi votada como a luta do Ano de 2005 da TNA. No final, Sabu venceu o concurso, recebendo seu primeiro pinfall sobre Abyss.
Para fechar o ano, Abyss e Mitchell entrou para o Planet Jarrett. Como um favor a Scott D'Amore, Mitchell concordou em ter Abyss cuidar de Rhino. Abyss e Rhino lutaram no Final Resolution, com Abyss saindo vitorioso. Eles tinham outra luta no Against All Odds em uma Luta Falls Count Anywhere vencida por Rhino. A disputa terminou no Destination X, com Abyss em parceria com Jeff Jarrett e America's Most Wanted  contra Rhino, Ron Killings, e o Team 3D em uma luta de quartetos. Abyss e seus aliados ganharam quando Jarrett derrotou Killings. Agora que Rhino estava fora de forma, Abyss e Mitchell voltaram suas atenções para o NWA World Champion Christian Cage, inclusive perseguindo sua esposa por várias semanas. Essa história criou um combate pelo título da NWA no Lockdown em uma Six Sides of Steel match no evento principal. Cage venceu e manteve o título, mas Abyss atacou e roubou o cinturão. No Sacrifice em uma Full Metal Mayhem, Abyss perdeu para Cage, que recuperou o cinturão. Abyss teve outra chance pelo título, no entanto, qualificando-se para o King of the Mountain no Slammiversary ao derrotar Rhino em uma partida de qualificação. A luta também incluiu o NWA World Champion Christian Cage, Ron Killings, Jeff Jarrett e Sting. No evento, Jarrett venceu a luta.

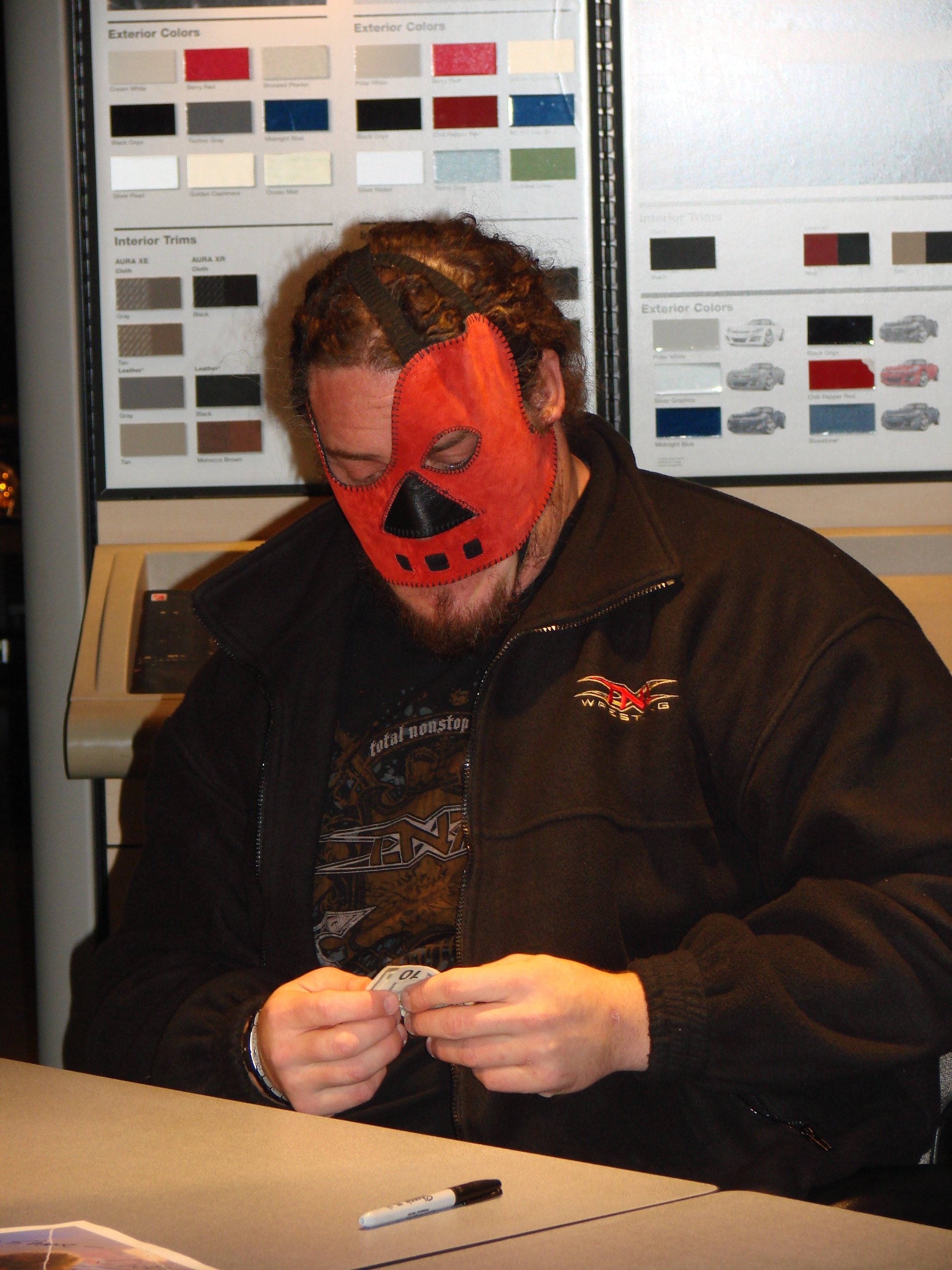
Parks como Abyss na Total Nonstop Action Wrestling.

Após Abyss abandonar a disputa pelo título, seus serviços foram solicitados pelo The James Gang para ajudá-los a derrotar o Team 3D, que Mitchell aceitou em nome de Abyss. As duas equipes se enfrentaram no Victory Road em uma luta de trios. Abyss e The Gang James ganharam após Abyss fazer a contagem no Brother Runt. Brother Runt continuou a rivalizar com Abyss, desafiando-o para um combate no Hard Justice, que Abyss aceitou. No final, Abismo saiu como vencedor. Abyss e Runt ainda lutaram após esta luta, com Abyss derrotando Runt em uma Thumbtacks match  no Impact!. Após a luta, Abyss foi atacado por Raven, o que levou a uma Hangman's Horror match em outro episódio do Impact!, no qual Abyss saiu como o vencedor. Abyss chegou a derrotar Raven e Runt no No Surrender em uma 3-Way No Disqualification match. Abyss continuou a briga com Runt e Raven, além de ir atrás de Samoa Joe. Joe roubou o cinturão do NWA World Heavyweight Championship, e serviços de Abyss foram oferecidos por James Mitchell a Gestão da TNA para recuperar o cinturão, que eles aceitaram. Abyss não conseguiu recuperar o cinturão, mas a luta foi fixada no Bound for Glory: uma Monster's Ball match com Abyss, Brother Runt, Raven, e Samoa Joe. Logo após o anúncio, Jake "The Snake" Roberts foi anunciado como o árbitro convidado especial para a luta. No evento, Abyss foi derrotado quando Joe derrotou Raven. Abyss mais uma vez teve os olhos sobre o NWA World Heavyweight Championship, competindo na luta para o Torneio direito, vencendo o torneio para enfrentar Sting no Genesis pelo NWA World Heavyweight Championship . Abyss derrotou Sting no evento através de desqualificação para se tornar o novo NWA World Heavyweight Champion. Após o evento, Sting tentou argumentar com Abyss e transformá-lo longe de Mitchell, referindo-se a Abyss como "Chris".  Christian Cage logo interrompeu-se a este, alegando saber um segredo do passado de Abyss e atacou ele e Sting. Abyss defendeu com sucesso o título no Turning Point contra Sting e Cage em uma 3-Way match.
No Final Resolution, Abyss perdeu o NWA World Heavyweight Championship em uma 3-way elimination match contra Sting e Christian Cage, depois de ser o primeiro homem eliminado da luta e depois custou a Sting a luta. No episódio de 24 de janeiro do Impact!, Sting revelou (depois de olhar através de registros públicos, e mais uma vez usando o nome verdadeiro de Abyss) que Abyss tinha sido preso por atirar em seu pai nas costas três vezes, fazendo-o em estado de coma, que ele sobreviveu. No Against All Odds, Abyss lutou contra Sting em uma Prison Yard match, com Sting atacando Mitchell após a luta. No Destination X, Abyss novamente perdeu para Sting em ums Last Rites match. No episódio de 22 de março do Impacto!, Abyss fez parceria com Sting para enfrentar Christian Cage e A.J. Styles. Durante a luta, Mitchell voltou com uma mulher que Abyss reconhecia. Abyss foi com Mitchell e a mulher, deixando Sting sozinho para lutar contra Cage e Styles. Na semana seguinte no Impact!, durante uma reunião entre Sting e James Mitchell, foi revelado que a mulher era a mãe de Abyss, e que ela era a única que tinha realmente atirado no pai de Abyss, mas Abyss assumiu a culpa para proteger sua mãe. Com Mitchell ameaçando chamar a polícia e dizer-lhes a verdade, Abyss foi forçado a obedecer-lhe. Como resultado, no Lockdown, Abyss juntou-se a "Equipe Cage"(Christian Cage, A.J. Styles, Scott Steiner e Tomko) para enfrentar o "Time Angle" (Kurt Angle, Samoa Joe, Rhino, Sting e Jeff Jarrett) em uma luta Lethal Lockdown, que o Time Angle ganhou. No Impact! seguinte, depois de Abyss e Cage não conseguirem vencerem o NWA World Tag Team Championship do Team 3D, Abyss finalmente teve o suficiente, e virou um mocinho, aplicando em James Mitchell um S"lam Black Hole". Mas depois Abyss que tinha em sua bolsa tachinhas as jogou sobre o tapete para um "Chokeslam" em Mitchell sendo que depois Cage, Styles, Steiner e Tomko atacaram Abyss, batendo-lhe com uma cadeira e um taco de beisebol com arame farpado, que no enredo, o colocou fora de ação.
No último Impact! antes do Slammiversary, Abyss retornou, perdendo uma luta de qualificação para o King of the Mountain match para Cage por desqualificação. Após a luta, Abyss atacou o árbitro, os seguranças, e vários membros da TNA enquanto Cage escapou. No Slammiversary, Abyss ganhou uma medida de vingança em Cage, derrotando seu aliado Tomko em uma Luta sem desqualificações que terminou depois que aplicou em Tomko um "Slam Black Hole" sobre um vidro. Após o Slammiversary, Abyss aliou-se com Sting, seu ex-rival e falou pela primeira vez na TNA, dizendo "Tomko ... Styles ... 3 dias ... Clique ... DIA DO JULGAMENTO!", a frase usada pelo seu ex-gerente James Mitchell. Abyss e Sting derrotaram Styles e Tomko no Victory Road, mas não sem receber uma mensagem de James Mitchell, dizendo aos dois que seu filho, Judas Mesias, estava chegando a TNA. Abyss e Sting continuaram a rivalizar com o Christian's Coalition após o evento. No episódio de 26 de julho do Impact! Abyss lutou  contra Styles em uma luta sem desqualificações. Durante a luta Abyss foi arrastado debaixo do ringue e quando ele re-apareceu, ele estava coberto de sangue. Styles derrotou Abyss após Tomko que tinha batido nele em uma pilha de tachinhas e vidro quebrado. Na semana seguinte Abyss e Sting derrotou Cage e Styles em um combate de escadas, depois de uma assistência do estreante Andrew Martin. Ao vencer a luta, Abyss poderia fazer uma luta contra Cage, escolhendo uma Doomsday Chamber of Blood match no Hard Justice com Abyss em parceria com Sting e Martin para enfrentar Cage, Tomko, e Styles. No Hard Justice, a equipe de Abyss iria ganhar a luta quando Abyss derrotou Styles, ganhando assim o direito de se tornar desafiante ao TNA World Heavyweight Championship.  No Impact! seguinte, Abyss defendeu com sucesso sua chance contra Cage em uma First Blood Match, mas foi atacado pelo TNA World Heavyweight Champion, Kurt Angle. O último Impact! antes do evento teve uma vitória de Abyss sobre Angle em um combate de tag team, onde ele se juntou com Jay Lethal para enfrentar Angle e Sting. No No Surrender, Abyss perdeu para Angle depois de sofrer um "Ankle lock" e ser obrigado a desistir. Após a luta, James Mitchell apareceu, e uma mão rasgou o anel e arrastou Abyss para o ringue. Abyss enfrentou Angle em uma revanche no Impact! seguinte, desta vez em uma Six Sides of Steel match. Abyss sofria um "ankle lock" de Angle, quando Judas Mesias apareceu, saindo através do ringue e atacando Abyss. Angle escapou, enquanto Mesias sufocava Abyss com arame farpado no ringue. Duas semanas mais tarde Mesias voltou a atacar Abyss e Angle, que estavam lutando contra Sting e Rhino.
Mesias depois sofreu uma lesão do lado de fora da TNA, deixando Mitchell contar com a ajuda de Raven e Black Reign para rivalizar com Abyss e Rhino. Os quatro lutaram no Bound for Glory  em uma Monster's Ball match, com Abyss saindo vitorioso fazendo a contagem sobre Raven. Após o evento, Abyss lutou contra Mitchell e Black Reign, com Black Reign e Abyss atacando uns aos outros em várias ocasiões. Black Reign, depois de um ataque de Abyss, desafiou para um Shop of Horrors match no Genesis , que aceitou e venceu Abyss. Após a luta, Abyss foi atacado e jogado para fora do ringue por Black Reign e um lutador misterioso, mais tarde identificado como Rellik. Após o evento, Abyss continuou a rivalizar com Black Reign e Rellik e trouxe Rhino para ajudá-lo. Esta rivalidade levou a um jogo de 10.000 tachas com Abyss e Rhino se unindo para lutar contra Black Reign e Rellik no Turning Point. Rhino não poderia fazer o evento devido a uma lesão legítima no pescoço causada por Rellik durante uma luta no Impact!, de modo que Abyss escolheu Raven como seu novo parceiro. Abyss e Raven ganharam a luta após Abyss aplicar um "Slam Black Hole" em Rellik nas tachinhas.
Durante as semanas seguintes ao Turning Point, Mitchell ameaçou revelar "um segredo escuro" do passado de Abyss. Quando Mitchell exigiu que Abyss dissesse ao mundo o segredo de seu passado, Abyss recusou afirmando "As vidas secretas nasceram comigo e morre comigo!". Abyss depois foi para aplicar um "Chokeslam" em Mitchell, que levou o retorno de Judas Mesias. Após esse evento, Abyss e Mesias teve uma luta hardcore no Final Resolution, que Mesias venceu após um "Straight to Hell" em uma cadeira de aço enrolado em arame farpado. Após a luta, o Pai James Mitchell ordenou a Mesias parar de atcar Abyss. Mitchell novamente exigiu a Abyss para dizer ao mundo o segredo de seu passado. Abyss se recusou mais uma vez, e Mitchell tentou colocá-lo no fogo. A história continuou quando Mitchell revelou no dia 17 de Janeiro em um episódio do Impact! que ele era o pai de Abyss e Judas Mesias era seu meio-irmão. Na semana seguinte, Abyss lançou um desafio a enfrentar Mitchell e Mesias em um Barbed Wire Massacre no Against All Odds, onde Abyss derrotou o seu meio-irmão na tela através da realização de um "Slam Black Hole" em uma placa de arame farpado.

#### Formação de dupla e rivalidade com Matt Morgan (2008-2009)

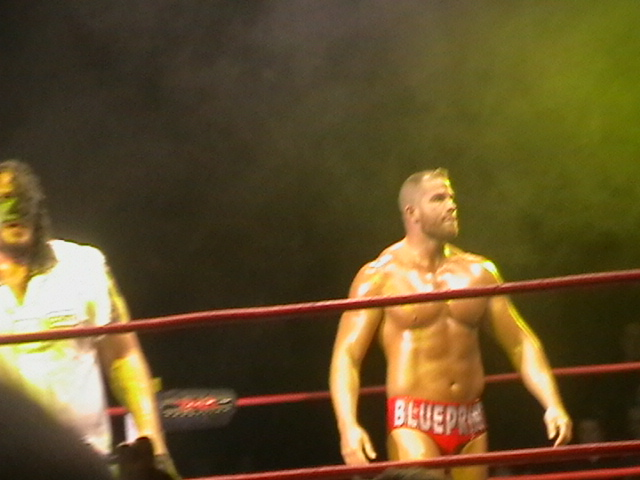
Abyss se uniu com Matt Morgan no final de 2008.

No episódio de 14 de fevereiro do Impact!, Abyss, que estava marcado para uma luta contra Scott Steiner, deixou o ringue antes da luta, por causa da surra que ele levou no Against All Odds, mas antes de sair pelo túnel, Abyss, sem mostrar seu rosto, tirou a máscara. No site oficial da TNA, Abyss então saiu da lista de empregados. Nas semanas seguintes, vinhetas de Abyss foram mostrados onde ele foi trancado em um asilo. Abyss voltou à ação no Slammiversary após a luta pelo TNA X Division Championship, vestindo um uniforme de asilo branco com o seu número de prisioneiro e 'Park' seu último nome parte de trás e uma nova máscara cinza e preto. Ele veio para o ringue atacando o campeão do X Division Championship Petey Williams, Scott Steiner, e Rhaka Khan realizaram um Slam Black Hole em cada um deles, e em seguida carregando Kaz para fora da arena.
Posteriormente, Abyss não tve lutas, mas sempre aparecia após as lutas para salvar os mocinhos de agressões causadas por vilões. Ele emitiu um desafio aberto no episódio de 4 de setembro do Impact! para ninguém no vestiário, o que foi aceito pelo Team 3D em nome de Johnny Devine em uma luta hardcore. Depois de pregar Devine com um chokeslam, o Team 3D atacou Abyss, o que causou Matt Morgan, a quem Abyss salvou anteriormente, para fazer um resgate. Ele entregou Abyss uma cadeira para atacar 3D, mas Abyss jogou fora e deixou o ringue. Abyss e Morgan se uniram como uma equipe para combater os ataques de 3D. As duas equipes se encontraram no No Surrender em uma luta, que Morgan e Abyss venceram. No Bound for Glory IV ele e Morgan competiram 4-Way Tag Team Monster's Ball pelo Tag Team Championship contra Team 3D, The Latin American Xchange e Beer Money, Inc. (Robert Roode e James Storm), mas veio pouco depois Roode derrotou Hernandez. Durante a luta, Abyss aplicou um powerbomb foi através de uma mesa flamejante no Team 3D, que na história, causou  a Abyss ter queimaduras de terceiro grau e foi enviado para o hospital mais tarde naquela noite e foi tratado das queimaduras. Em 6 de Novembro de 2008 em um episódio do Impact!, Abyss, juntamente com Matt Morgan venceu uma Four-team ladder match para ganhar uma chance pelo TNA World Tag Team Championship do Beer Money, Inc. No Genesis, eles perderam a disputa do título em uma 3-Way match, que também incluiu os novos campeões conseqüências letais Lethal Consequences (Jay Lethal e Consequences Creed), quando acidentalmente Abyss atingiu Morgan com uma cadeira. Em 23 de janeiro, Matt Morgan bateu em Abyss na cabeça com uma cadeira de aço, o que permitiu Beer Money Inc. para manter o título de duplas, terminando assim a sua parceria. Abyss derrotou Morgan, em uma luta no Against All Odds, mas perdeu as revanches subsequentes: um jogo de 10 mil tachas no Destination X, e uma Doomsday Chamber of Blood Match no Lockdown.

#### Terapia e rivalidade com Dr. Stevie (2009)
O último terminou em uma perda quando o terapeuta de Abyss, o Dr. Stevie, interferiu na luta, atacando Abyss quando ele estava à beira de usar armas contra Morgan. Dr. Stevie tinha aparecido em muitos segmentos de terapia com Abyss até que ponto, em que ele iria tentar ajudar Abyss superar seu vício em violência;. Às vezes indo tão longe a ponto de vencê-lo. No pay-per-view seguinte, Sacrifice, o Dr. Stevie reservou a primeira luta Monster's Ball match para as Knockouts, em que Abyss estaria no canto de Daffney, outro paciente de Stevie, em frente Taylor Wilde, o melhor amigo da "namorada de Abyss", Lauren. Abyss ligado ao Dr. Stevie após a luta depois de Stevie primeiro disse-lhe para atacar Wilde e ameaçou Lauren, em que ponto ele pegou Dr. Stevie e aplicou um Chokeslam pilha de tachas. Abyss passou mais tarde para juntar-se com Taylor Wilde no Slammiversary para derrotar Raven e Daffney na primeira luta mixed tag team Monster's Ball match. No mês seguinte, a briga entre Abyss e o Dr. Stevie continuou, com  Stevie sequestrando Lauren e Abyss com um taser. No Victory Road, Abyss veio ao ringue em um traje novo, depois de ter descartado o traje paciente de Asilo. Abyss chegou a derrotar o Dr. Stevie batendo um tratamento de choque, um Slam Black Hole e por Stevie com o seu próprio taser. Em 30 de julho no episódio do Impact! enfurecido Stevie anunciou que ele não foi feito com Abyss e colocado uma recompensa de US $ 50.000 em sua cabeça. Depois de Lethal Consequences e Jethro Holliday tentou e não conseguiu recolher a recompensa, Kevin Nash defendeu com sucesso seu TNA Legends Championship contra Abyss no No Surrender e reivindicou a recompensa de US $ 50.000 no processo. Em 24 de setembro no episódio do Impact! o mentor de Abyss Mick Foley voltou contra ele durante e depois de uma luta luta pelo World Tag Team Championship contra Booker T e Scott Steiner. Foley revelou a Abyss como aquele que rasgou a foto dele e vencê-lo para uma pasta de sangue com uma fita de vídeo e o taco de beisebol envolto em arame farpado. Abyss, então, desafiou Foley para uma Monster's Ball match que Foley aceitou, mas só depois de adicionar Dr. Stevie como o árbitro da partida. No Bound for Glory Abyss derrotou Foley em uma Monster's Ball match depois de contar o pinfall com a mão do inconsciente Dr. Stevie. Duas semanas depois Abyss derrotou Dr. Stevie por pinfall. Após o cambate Dr. Stevie atacou Abyss com uma vara de kendo quando Mick Foley veio ao ringue para ajudar o Dr. Stevie. Foley teve Stevie segurar Abyss enquanto Foley alinhou-se com um tiro em Abyss com uma vara de kendo quando Foley intencionalmente atingiu Dr. Stevie. Foley subiu a rampa sem qualquer raciocínio para ajudar Abyss. Na semana seguinte, Foley explicou que ele tinha jogado com Dr. Stevie o tempo todo e tinha desafiado Abyss para uma luta no Bound for Glory, a fim de testar o quão duro ele realmente era, aparentemente voltando a ser um mocinho. Depois de Foley ter reservado uma luta entre Abyss e Stevie para a semana seguinte com a estipulação acrescentou que se Stevie perdesse a luta, ele teria que sair da TNA. Em 12 de novembro no episódio do Impact! Raven voltou a TNA, salvando o futuro de Stevie na empresa, custando a Abyss uma luta contra ele e jogou uma bola de fogo no rosto de Foley. Durante a feud entre Abyss e Foley contra Stevie e Raven, Stevie pôs fogo em Abyss, que a  Spike não deixou ir ao ar no canal e, portanto, teve de ser exibido no site da empresa. No Final Resolution Abyss e Foley derrotaram Stevie e Raven em uma "Foley's Funhouse" tag team match para acabar a diputa entre os quatro.

#### História com Immortal (2010–2012)
Quando Hulk Hogan e Eric Bischoff assumiram a  TNA no início de 2010, a carreira de Abyss na TNA foi posta em jogo por Bischoff, quando Mick Foley se recusou a trabalhar com ele. Quando Foley, finalmente, concordou em trabalhar com Bischoff, ele foi reservado para enfrentar Abyss no Against All Odds em uma luta sem desqualificações como parte do 8 Card Stud Tournament, com a estipulação acrescentada de, se um taco de beisebol arame farpado não foi utilizado durante a luta, Abyss perderia sua máscara no episódio seguinte do Impact!. Abyss derrotou Foley com o Slam Black Hole, assim como ele estava indo para usar o bastão. Nas semifinais do torneio, Abyss foi derrotado por Mr. Anderson.
No episódio seguinte do Impact!, Bischoff, com a ajuda de Desmond Wolfe, Homicide, Raven, Rhino e Tomko, tentou remover a máscara de Abyss, apenas para ele ser salvo por Hulk Hogan. Um Hogan exasperado levou Abyss para o seu escritório, deu-lhe um sermão sobre como ele já foi o homem mais temido na empresa, e como ele é doente de ele ser uma bagunça neurótica. Ele ofereceu a sua orientação e seu nome no Hall da Fama e disse que iria fazer Abismo dar adeus do wrestling. No episódio da noite de 8 de março do Impact! Abyss fez parceria com Hogan em sua estréia no ringue da TNA, uma luta de duplas contra Styles e Flair, que também estava fazendo sua estréia no ringue da TNA. Abyss venceu a luta, aplicando um Black Hole Slam em Styles. Posteriormente, o retorno de Jeff Hardy salvou Abyss e Hogan de um ficarem nas mãos de Styles e Flair e Wolfe Desmond. No Destination X Abyss falhou em sua tentar ganhar o World Heavyweight Championship de Styles, quando o árbitro Earl Hebner acabou a luta depois que Abyss aplicou um Chokeslam em Styles através do ringue.

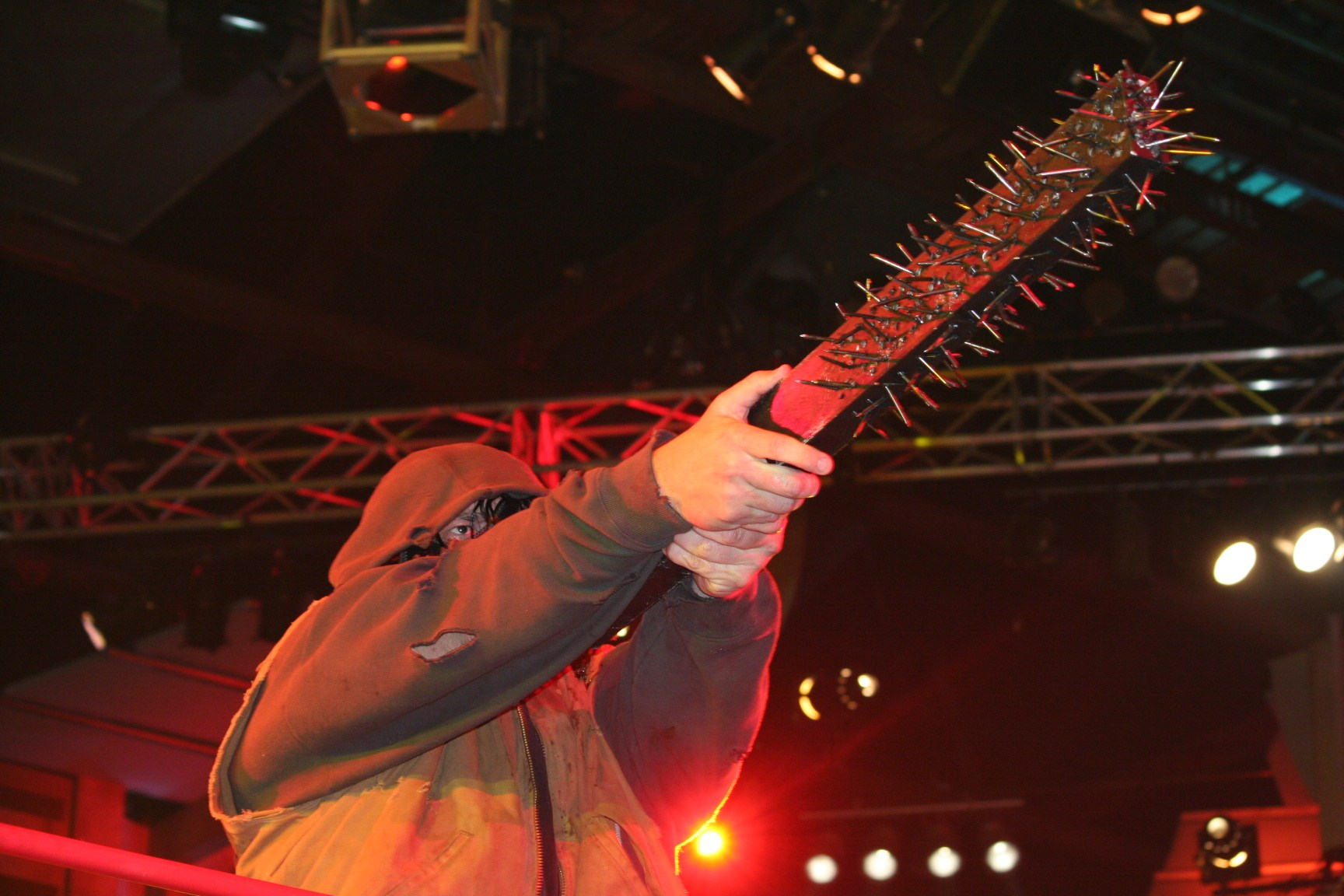
Abyss segurando Janice em julho de 2010

No dia seguinte, no Impact! Abyss foi anunciado como o capitão da equipe de Hogan na anual Luta Lethal Lockdown, onde eles se enfrentariam com o time de Flair, comandado por Sting. No Lockdown, Abyss, Jeff Jarrett, Rob Van Dam e Jeff Hardy derrotaram Sting, Desmond Wolfe, Robert Roode e James Storm. Em 26 de abril, no episódio do Impact! Abyss derrotou Ric Flair em uma luta, onde os anéis de Flair e Hogan do Hall da Fama estavam em jogo e como Flair resultado perdido a posse de seu membro para Hogan. Em 3 de maio no episódio do Impact!, Abyss auxiliado por Jay Lethal, que tinham tomado posse do anel de Flair, Rob Van Dam, Team 3D e Hulk Hogan lutaram contra Ric Flair, AJ Styles, Beer Money, e Desmond Wolfe. Mais tarde naquela noite, Abyss perdeu umaMonster's Ball match para AJ Styles, depois de Flair e valet de Desmond Wolfe Chelsea interferiu no combate. Na semana seguinte Abyss conseguiu uma chance pelo TNA Global Championship, mas foi incapaz de competir depois de ser Chelsea o agredir. Mais tarde na noite, foi revelado que o Chelsea e Wolfe, que estava programado para enfrentar Abyss no Sacrifice. No Sacrifice, Abyss derrotou Wolfe e ganhou os serviços de Chelsea por 30 dias. No mês seguinte no Slammiversary VIII Chelsea ligado a Wolfe e ajudou a derrotar Abyss em uma Monster's Ball match.
No episódio seguinte do Impact!, Abyss foi forçado a desistir da custódia de Chelsea de volta para Desmond Wolfe, tanto à relutância de Chelsea. Mais tarde naquela noite, ele competiu em uma luta three-way contra Mr. Anderson e Jeff Hardy para determinar o desafiante número um ao TNA World Heavyweight Championship de Rob Van Dam, que terminou em uma contagem tripla. Após a luta, Abyss virou um vilão, atacando seus adversários e tendo um confronto aquecido com Hogan. Na semana seguinte, Abyss revelou que ele estava sendo controlado por uma entidade, que vinha da TNA, antes de dar o anel do Hall da Fama de Hogan para ele, empurrando-a para baixo de sua garganta. Em 15 de julho no episódio do Impact! os novos dez melhores rankings foram revelados com Abyss pegando o primeiro lugar para se tornar o novo candidato número um ao TNA World Heavyweight Championship de Rob Van Dam. Abyss, em seguida, começou a ir atrás de Van Dam com uma nova arma, uma placa cheia de pregos, que deu o nome de Janice, o que levou a Eric Bischoff reservar uma luta entre ele e Van Dam para enfrentar um ao outro em uma luta "Stairway to Janice" pelo World Heavyweight Championship, com o próprio Bischoff servindo como o árbitro do combate. A luta ocorreu em 12 de agosto no episódio do Impact!, quando Van Dam derrotou Abyss para reter o título. Após a luta Abyss se juntou a Fourtune e seus membros A.J. Styles, Kazarian, Robert Roode, James Storm, Douglas Williams e Matt Morgan para agredir Van Dam e o resto do EV 2.0, um egrupo composto por ex-lutadores da Extreme Championship Wrestling, durante o qual ele aparentemente bateu Van Dam com Janice. Como resultado do ataque, Van Dam foi afastado devido a uma lesão no enredo, que o obrigou a desocupar o TNA World Heavyweight Championship na semana seguinte. Isto levou a pessoas como Jeff Hardy, Hulk Hogan e membros da EV 2.0 a querer se vingar de Abyss. No No Surrender derrotou Rhino (membro da E.V. 2.0) em uma luta com contagem em qualquer lugar.  Rob Van Dam regressou no episódio de 23 de setembro do Impact!, confrontando Abyss e exigindo uma luta contra ele no Bound for Glory, que Eric Bischoff concordou em lhe dar. Mais tarde, naquela mesma noite Abyss atacou Jeff Hardy, e ao mesmo tempo, batendo o fortemente em Van Dam, quando tentou este tentou defender Hardy. Em 7 de outubro no episódio ao vivo do Impact!, Abyss estava prestes a ser demitido por Bischoff devido ele maltratar a presidente da TNA Dixie Carter, mas foi salvo por Van Dam, que ameaçou sair da empresa, se ele não tivesse permissão para enfrentar Abyss no Bound for Glory. Mais tarde naquela noite Carter concordou em deixar Van Dam enfrentar Abyss, mas assinou documentos para ter Abyss demitido da TNA no dia seguinte ao pay-per-view. No Bound for Glory, Van Dam derrotou Abyss em uma luta Monster's Ball, depois de usar Janice nele. No final do evento, foi revelado que a entidade, que tinha controlado Abyss, foi uma aliança de Hulk Hogan, Eric Bischoff, Jeff Jarrett e o novo campeão mundial dos pesos-pesados da TNA Jeff Hardy, os quais viraram vilões e se aliaram com Abyss. No episódio seguinte do Impact! a facção foi nomeada Immortal, pois formou uma aliança com a Fortune de Ric Flair. Em seguida, Abyss começou a atacar fãs plantados, o que levou a D'Angelo Dinero o desafiar para uma luta Lumberjack. A luta ocorreu no Turning Point, onde o próprio irmão de Dinero e o resto dos lumberjacks se voltou contra ele, depois de terem sido comprados por Eric Bischoff, e ajudou Abyss a vencer. No mês seguinte no Final Resolution, Abyss derrotou Dinero em um combate de caixões. Em 9 de janeiro de 2011, durante o Genesis, Abyss substituiu o lesionado A.J. Styles e derrotou Douglas Williams, com a ajuda de Styles para ganhar o Campeonato Televisivo da TNA pela primeira vez. Em 20 de janeiro no episódio do Impact!, como Immortal estava atacando Kurt Angle, Crimson fez a defesa para ele e bateu Abyss nas costas com Janice, causando-lhe lesões no enredo, que o afastou por tempo indeterminado da TNA.

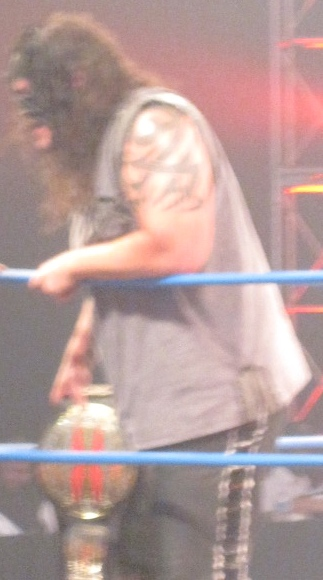
Abyys como campeão da X Division da TNA.

Durante seu tempo longe da TNA, Abyss foi despojado do Campeonato Televisivo em 14 de março nas gravações de 17 de março do episódio do Impact!. Abyss retornou no gravações do dia seguinte de 24 de março do episódio do Impact!, atacando a Fortune, que recentemente tinha se virado contra o Immortal. Em 14 de abril no episódio do Impact!, Abyss se vingou de Crimson, interferindo em sua luta e lhe aplicando um Chokeslam. em 17 de abril no Lockdown, Immortal, representado por Abyss, Bully Ray, Matt Hardy e Ric Flair, foi derrotado por membros da Fortune James Storm, Kazarian, Robert Roode e Christopher Daniels , substituindo o lesionado A.J. Styles numa luta Lethal Lockdown. No mês seguinte no Sacrifice, Abyss foi derrotado por Crimsom em uma luta simples. Em 16 de maio nas gravações do episódio de 19 de maio do Impact Wrestling, Abyss derrotou Kazarian para vencer o TNA X Division Championship pela primeira vez, continuando a guerra de Eric Bischoff na X Division. A vitória também fez dele um campeão da tríplice coroa e do Grand Slam. Com seu novo título, que ele apelidou o título de Campeonato Xtreme, Abyss largou Janice, afirmando que já não a precisa, e começou uma nova personagem, que envolveu ele lendo e citando The Art of War, de Sun Tzu. Em 12 de junho no Slammiversary IX, Abyss defendeu com sucesso o título em uma jluta three–way match contra Kazarian e Brian Kendrick. Em 10 de julho no Destination X, Abyss perdeu o Campeonato X Division para Brian Kendrick. Abyss recebeu sua revanche pelo título em uma luta Ultimate X em 28 de julho no episódio do Impact Wrestling, mas foi incapaz de recuperar o título. A participação de Abyss na X Division foi concluída duas semanas depois no Impact Wrestling, quando Eric Bischoff, sob as ordens de "A Rede", terminou a sua guerra com a divisão e introduziu um limite de peso de 102 kg para a X Division. A série de derotas de Abyss continuou em 7 de agosto no Hardcore Justice, onde ele foi derrotado por A.J. Styles em uma luta de trios entre Immortal e Fortune, após seus membros de grupo o abandonarem no ringue. No episódio de 13 de outubro do Impact Wrestling, Abyss se virou contra o Immortal e depois foi derrotado por seus antigos colegas.
Abyss lutou sua primeira luta como um mocinho em 20 de outubro no episódio do Impact Wrestling, derrotando seu ex-colega de grupo Gunner via contagem, quando ele fugiu do ringue. Em 13 de novembro no Turning Point, Abyss e Mr. Anderson, derrotaram os exs-membros do Immortal Bully Ray e Scott Steiner em uma luta de duplas. Em dezembro, um sorteio colocou Abyss e Steiner na mesma equipe para o Torneio Wild Card. Depois de derrotar Hernandez e Rob Terry em seu combate da primeira fase, o time foi eliminado do torneio, depois de Abyss se virar contra Steiner na luta semifinal contra A.J. Styles e Kazarian. Depois, Abyss concordou em voltar ao Immortal, devendo derrotar Bully Ray sem uma luta Monster's Ball. Em 8 de janeiro de 2012, no Genesis, Abyss derrotou Ray, mas foi agredido nos bastidores após a vitória.

#### Mr. Joseph Park (2012–2014)

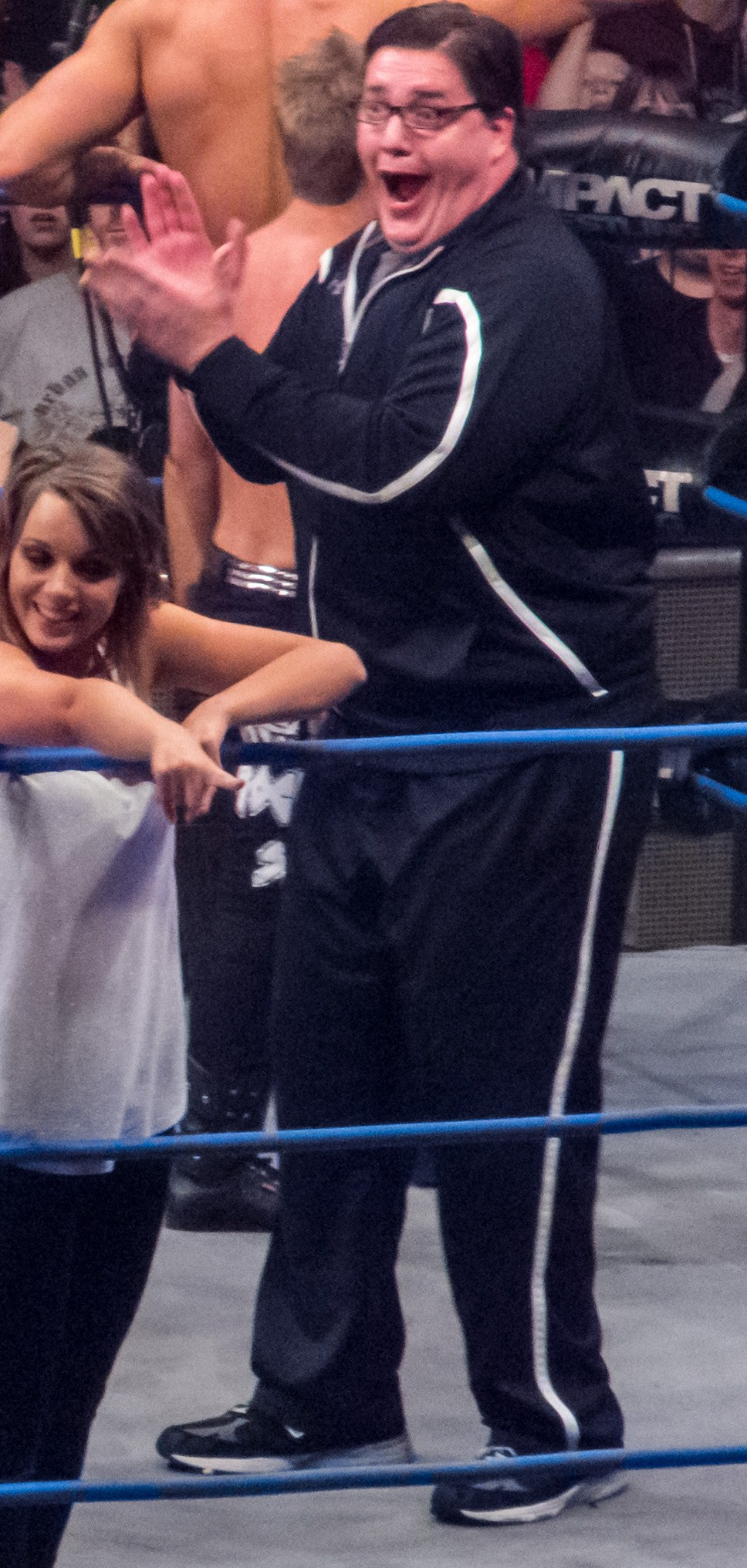
Em 2012, Parks tomou a personagem de Joseph Park, irmão de Abyss.

No episódio de 8 de março do Impact Wrestling, Parks fez uma aparição sem sua máscara, apresentando-se como o Mr. Joseph Park, esq., irmão de Abyss, e dizendo que ele estava à procura de seu irmão, que não tinha sido visto desde o Genesis. Parks continuou a fazer aparições durante as semanas seguintes, e acabou culpando Bully Ray pelo desaparecimento de seu irmão, o que levou a que Abyss retornasse em 10 de maio no episódio do Impact Wrestling e alertasse o seu irmão que estava "ficando muito perto do fogo". No episódio de 7 de junho do Impact Wrestling, Park concordou em lutar contra Bully Ray no Slammiversary por seu irmão, o que levou a Abyss fazer uma aparição através de um vídeo, ameaçando tanto Park e Ray. Três dias depois, no Slammiversary, Park derrotou Ray em uma luta Anything Goes, após a interferência de Abyss. Ray e Park tiveram uma revanche no episódio de 12 de julho do Impact Wrestling em outro combate Anything Goes, que Ray venceu depois de bater o seu adversário com uma corrente. Após a luta, Park, com a visão de seu próprio sangue, atacou Ray e o acertou com o Black Hole Slam de Abyss. No episódio de 20 de setembro do Impact Wrestling, Park foi sequestrado pelo grupo Aces & Eights, que o usou para forçar Hulk Hogan a permitir que o grupo pudesse lutar por contratos na TNA no Bound for Glory. Em 25 de outubro no episódio do Impact Wrestling, Park e Hogan tiveram uma discussão em que Park queria se vingar dos Aces & Eights, indo tão longe que mostrou a Hogan um contrato legal que lhe permitiu tomar todas as medidas que ele se sentisse que eram necessárias contra o grupo. No episódio de 1 de novembro do Impact Wrestling, Park teve uma medida de vingança contra seus sequestradores, desmascarando um dos membros dos Aces & Eights durante uma briga entre o grupo e os lutadores da TNA. No entanto, logo depois, o agora desmascarado DOC jogou Park através de uma mesa, o que levou a Park pedir uma luta contra um membro da facção na semana seguinte. Park recebeu seu combate contra o DOC em 11 de novembro no Turning Point, onde não teve sucesso. No episódio seguinte do Impact Wrestling, Parks anunciou que estava indo para a Ohio Valley Wrestling para treinar e se tornar um lutador. Parks retornou no dia 10 janeiro de 2013, durante o episódio do Impact Wrestling, pedindo a Hulk Hogan para uma luta contra um membro da Aces & Eights, que lhe foi dado. Três dias depois, no Genesis, Parks foi derrotado pelo membro da gangue e campeão televisivo Devon em uma luta sem o título estar em jogo. No episódio de 31 de janeiro do Impact Wrestling, Parks venceu sua primeira luta televisionada, quando ele derrotou Robbie E. Em 10 de março no Lockdown, Park derrotou Joey Ryan em uma luta individual.
Parks retornou sob sua persona Abyss no episódio de 9 de maio do Impact Wrestling, juntando-se a Sting e Kurt Angle como seu parceiro no evento principal em uma luta de trios contra os membros dos Aces & Eights Bully Ray, Devon e Mr. Anderson; Abyss aplicou um Chokeslam em Anderson através de uma mesa antes de aplicar um Black Hole Slam em Devon para conseguir a vitória. Na semana seguinte, Hulk Hogan chamou Abyss para agradecê-lo por seus serviços, no entanto, Joseph Park saiu e alegou que ele continuava a procurar seu irmão. Durante sua promo, Devon interrompeu e alegou que ele estava farto de Abyss. Mais tarde naquela noite, Park derrotado o membro dos Aces & Eights D'Lo Brown, ganhando uma chance pelo campeonato Televisivo da TNA de Devon. Em 2 de junho no Slammiversary XI, Park foi atacado pelos Aces & Eights antes de sua luta agendada contra Devon, sendo então atribuída uma vitória a este por contagem. Depois disso, Abyss voltou e derrotou Devon para conquistar seu segundo Campeonato Televisivo. Em 13 de junho no episódio do Impact Wrestling, Park derrotou Crimsom para se qualificar para o Bound for Glory Series de 2013. No episódio de 4 de julho do Impact Wrestling, Park foi derrotado por Jeff Hardy em uma luta pela Bound for Glory Series por desqualificação, depois que ele começou a sangrar pela boca, fazendo-o atacar o árbitro, que também custou a Park dez pontos no torneio. Park alegou que ele não se lembrava do incidente. No episódio de 1 de agosto do Impact Wrestling, Park derrotou Jay Bradley via pinfall para ganhar seus primeiros sete pontos no torneio. Em 22 de agosto no episódio do Impact Wrestling, Park derrotou Christopher Daniels, Hernandez e Jay Bradley em uma luta street fight, fazendo o pinfall em Bradley após ver sangue, assim ganhando 20 pontos no Bound for Glory Series. A participação de Parks no torneio terminou em 28 de agosto no episódio do Impact! Xplosion, quando foi derrotado por Bradley, deixando-o de fora de uma vaga nas semi-finais.  Depois de não conseguir vencer a BFG, Park formou uma dupla com Eric Young. Em 20 de outubro de 2013, no Bound for Glory, eles competiram em uma luta gauntlet para determinar os desafiantes ao TNA World Tag Team Championship, mas foram eliminados por Bad Influence (Christopher Daniels e Kazarian). Mais tarde no evento, Abyss fez o seu regresso, vindo em auxílio de Eric Young depois que ele foi atacado pela Bad Influence. Em 31 de outubro de 2013, no episódio do Impact Wrestling, Abyss veio em auxílio de Eric Young novamente após ele foi atacado pelos Bad Influence, e provou que ele não é uma ameaça para Young. Três semanas mais tarde, no Impact Wrestling: Turning Point, Park desafiou Abyss para uma luta, mas novamente Daniels e Kazarian intervieram e zombaram de Park, chegando a jogar "sangue falso" nele.

### Ring of Honor (2004-2006)
Abyss apareceu pela primeira vez na Ring of Honor (ROH) em 2004, sendo contratado como guarda-costasdo grupo Special K. Abyss apareceu apenas uma vez, no entanto, devido à Total Nonstop Action Wrestling puxar todo o seu talento contratado da ROH.
Abyss retornou no verão de 2005, desta vez como membro do grupo vilão de Prince Nana chamado de The Embassy enquanto eles rivalizavam com Generation Next. A disputa entre The Embassy e Generation Next durou pelo resto de 2005 com vários lutas e brigas que ocorrem entre ambas as equipes. A disputa culminou em uma luta numa jaula de aço com arame farpado no Steel Cage Warfare onde Abyss fez parceria com Alex Shelley, Jimmy Rave e Prince Nana para enfrentar Austin Aries, Roderick Strong, Jack Evans e Matt Sydal. Abyss foi eliminado por Jack Evans, após um moonsault. No final, o Generation Next ganhou a luta e a guerra.
Em janeiro de 2006, Abyss fez parceria com os colega da The Embassy Jimmy Rave e Alex Shelley para competir em um torneio  de trios. A The Embassy venceu o torneio, o que significava que todos os três de seus membros vencedores ganharam chances título mundial. No entanto, Abyss deixou a ROH antes que ele pudesse usar o privilégio.

### Asistencia Asesoría y Administración (2004, 2006, 2010, 2011–2012)
De abril a junho de 2004, Abyss fez quatro lutas pela promoção mexicana Asistencia Asesoría y Administración (AAA), que incluiu uma luta de trios no Triplemanía XII, onde ele, Abismo Negro and Chessman foram derrotados por Gronda, Héctor Garza e Latin Lover. Abyss voltou para a promoção, em 17 de setembro de 2006, no Verano de Escándalo, onde ele e seus colegas de TNA Jeff Jarrett e Konnan, representando La Legión Extranjera ("A Legião Estrangeira"), foi derrotado por desqualificação pela equipe de Gronda, La Parka e Octagón. A luta seguinte de Abyss para a AAA ocorreu quatro anos depois, em 6 de junho de 2010, no Triplemanía XVIII, onde, agora trabalhando como um mocinho, se uniu com Cibernético para derrotar El Zorro e Vampiro Canadiense em uam luta de duplas.
Em maio de 2011, a AAA iniciou uma história, onde lutadores da TNA, liderados por Jeff Jarrett, anunciaram a sua intenção de assumir a promoção. O primeiro grande desenvolvimento da história ocorreu em 18 de maio, quando Jarrett e Abyss invadiram uma evento da AAA e, eventualmente, revelaram que eles estavam trabalhando em conjunto com o grupo vilão La Sociedad, cujo líder Dorian Roldán anunciou sua intenção de substituir as letras AAA por TNA. Mais tarde, naquele mesmo show, Abyss fez parceria com Jarrett e o companheiro de La Sociedad Super Crazy em uma luta de trios, onde foram derrotados por Dr. Wagner, Jr., Joe Líder e Nicho el Millonario. Em 18 de junho no Triplemanía XIX, Abyss e Mr. Anderson, sem sucesso desafiaram Extreme Tiger e Jack Evans pelo Campeonato Mundial en Parejas de AAA em uma luta numa jaula de aço. Em 20 de julho, Abyss se juntou com Chessman e Último Gladiador em um combate de trios, onde enfrentaram Joe Líder, Extreme Tiger e Jack Evans. Abyss venceu a luta para a La Sociedad após aplicar um Black Hole Slam em Líder, batendo-o em uma pilha de tachinhas e, posteriormente, também fez o mesmo em Tiger. Isto conduziu a uma luta Monster Ball em 31 de julho no Verano de Escándalo, onde Chessman derrotou Abyss, Líder e Tiger. Em 11 de setembro, o co-líder da La Sociedad Konnan anunciou que em 9 de outubro no Héroes Inmortales, Abyss e Chessman iriam desafiar Extreme Tiger e Jack Evans pelo Campeonato Mundial en Parejas de AAA. No pay-per-view, Abyss e Chessman derrotaram Tiger e Evans em uma luta Tables, Ladders, and Chairs para tornarem-se os novos campeões. Abyss e Chessman fizeram sua primeira defesa de título bem sucedida em 6 de maio de 2012, derrotando os Mexican Powers (Joe Líder e Juventud Guerrera). Abyss voltou a AAA em 13 de julho, desafiando em vão L.A. Park pelo Campeonato Latinoamericano de AAA. Em 7 de outubro no Héroes Inmortales, Abyss e Chessman perderam o Campeonato Mundial en Parejas de AAA para Joe Líder e Vampiro, terminando o seu reinado de 364 dias. Após a perda, Abyss se virou contra Chessman, encerrando a parceria entre os dois. Esta seria a última aparição de Abyss para a promoção.

## No wrestling

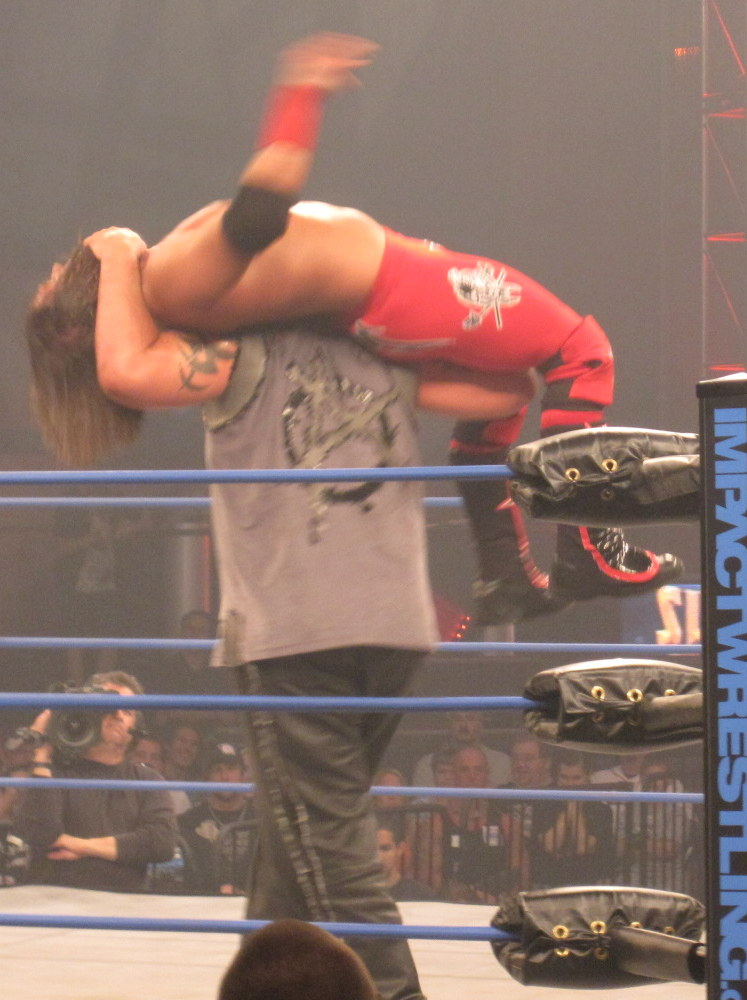
Abyss se preparando para realizar o Shock Treatment em Kazarian.

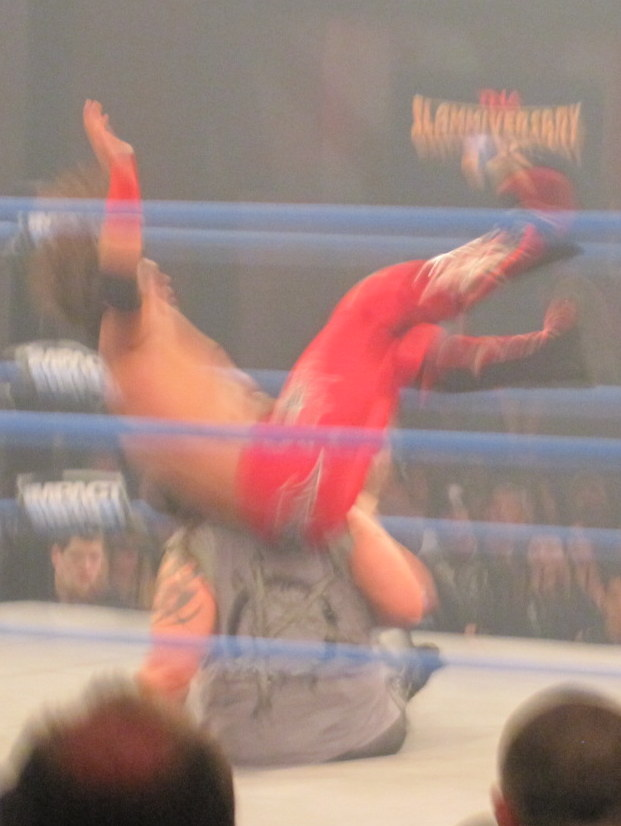
Abyss aplicando o Shock Treatment.

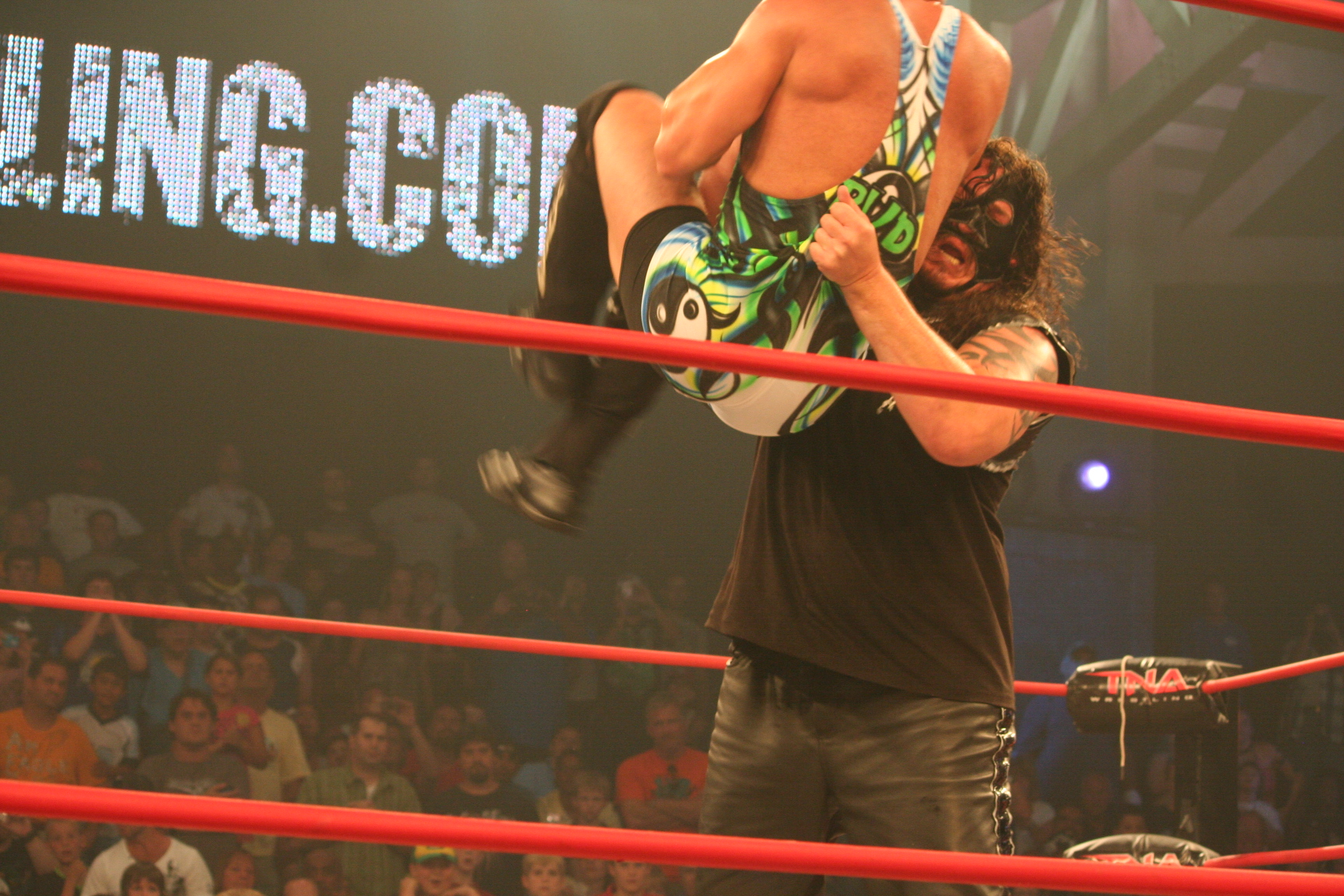
Abyss aplicando um chokeslam em Rob Van Dam em 2010.

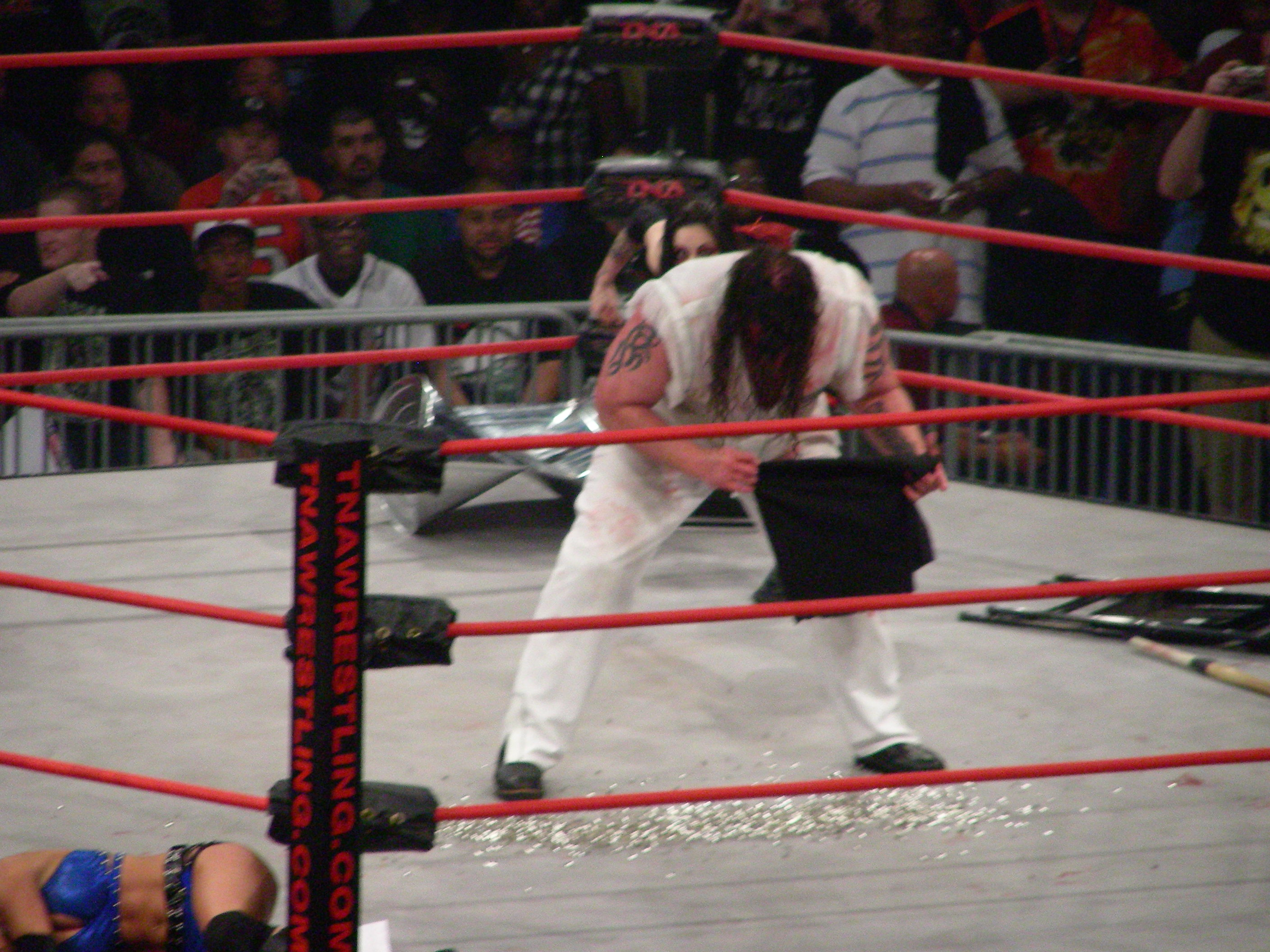
Abyss usando tachinhas em uma luta Monster's Ball.

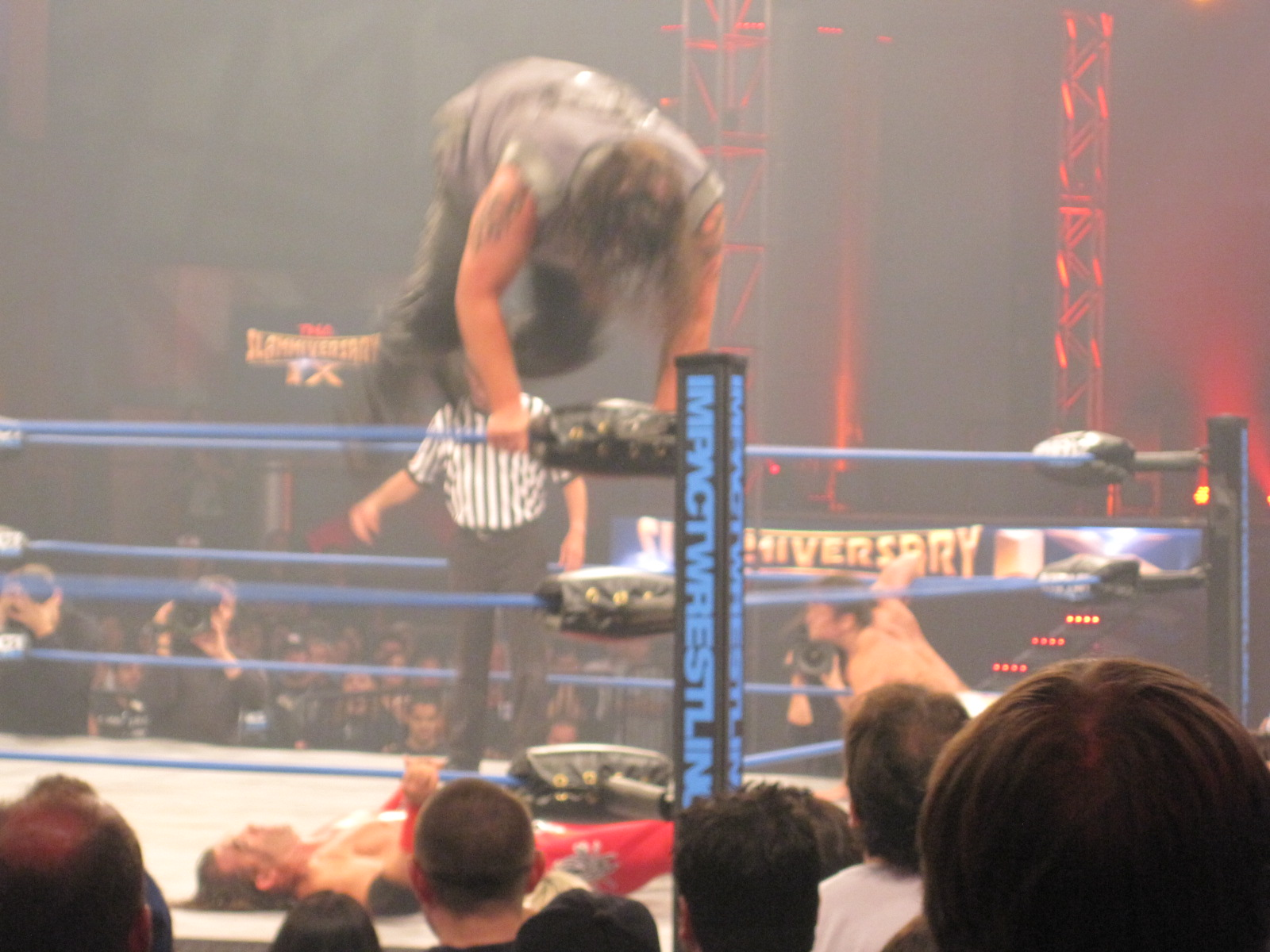
Abyss aplicando um corner slingshot splash em Kazarian.

- Como Abyss
  - Movimentos de finalização
    - Black Hole Slam[2][8] (Spinning side slam)
    - Shock Treatment (Sitout backbreaker rack drop)
- Como Joseph Park
  - Movimentos de finalização
    - Closing Argument (Diving splash)[119]
- Comp Prince Justice
  - Movimentos de finalização
    - Death Penalty (Chokebomb)[2]
    - Royal Decree (Sidewalk slam)[7]

  - Signature moves
    - Big boot[120]
    - Chokeslam[2]
    - Corner slingshot splash[120]
    - Military press dropped em um flapjack[2]
    - Overhead belly to belly suplex[121]
    - Spear[2]
    - Twisting chinlock[120]
- Gerentes
  - Don Callis[2]
  - Goldy Locks[2]
  - Psycho[2]
  - James Mitchell[2]
  - Prince Nana[2]
  - Chris Bussey[2]
  - Hulk Hogan[2]
  - Chelsea[2]
  - Ric Flair[2]
  - Jeff Jarrett[122]
  - Karen Jarrett[122]
- Alcunhas
  - "The Monster"[2]
  - "The Weapon of Mass Destruction"[123]
  - "The Monster of the Rings"[124]
- Temas de entrada
  - "Down in the Catacombs" por Dale Oliver[125] (2002-2011)
  - "American Made" ("Down in the Catacombs" Intro) por The Wrestling Boot Band e Dale Oliver (2010)
  - "Immortal Theme" by Dale Oliver[126] (2010-2012; Usado enquanto parte do Immortal)
  - "Blackhole" por Dale Oliver[8] (2012-presente)
  - "Brother to Brother" por Dale Oliver[127] (2012-2014; Usado como Joseph Park)

## Campeonatos e realizações

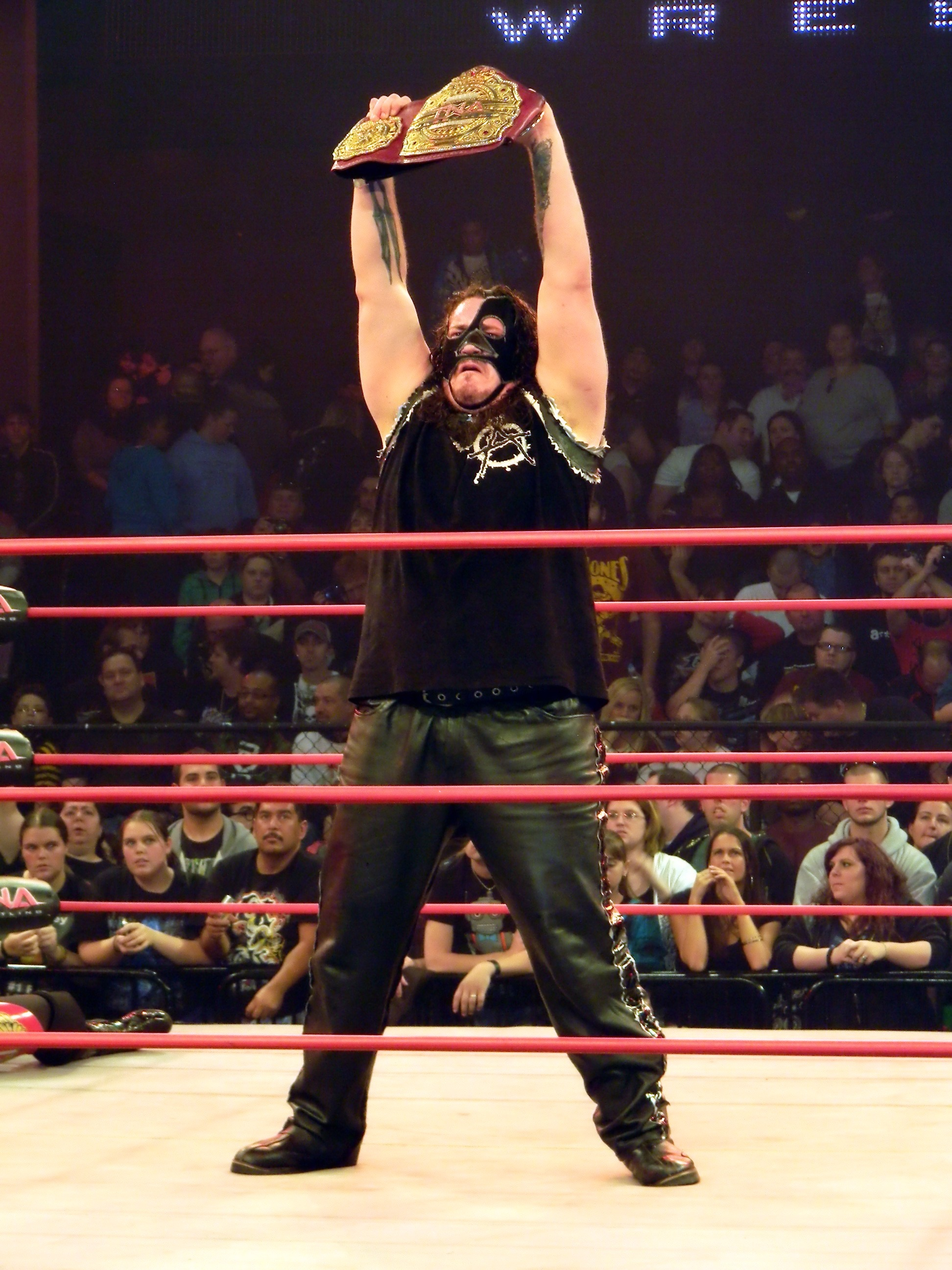
Abyss depois de vencer o Campeonato Televisivo da TNA em janeiro de 2011.

- Asistencia Asesoría y Administración
  - Campeonato Mundial en Parejas de AAA (1 vez) – com Chessman[114]
- Border City Wrestling
  - BCW Can-Am Heavyweight Championship (1 vez)[1][2]
- Buckeye Pro Wrestling
  - BPW Heavyweight Championship (1 vez)[2][128]
- International Wrestling Association
  - IWA Hardcore Championship (3 vezes)[2]
  - IWA Intercontinental Heavyweight Championship (1 vez)[1][2]
  - IWA World Tag Team Championship (2 vezes) – com Miguel Pérez, Jr. (1) e Glamour Boy Shane (1)[2]
- National Wrestling Alliance
  - NWA Cyberspace Heavyweight Championship (1 vez)[2]
  - NWA Iowa Heavyweight Championship (1 vez)[2]
  - NWA Missouri Heavyweight Championship (1 vez)[2]
  - NWA Wildside Heavyweight Championship (1 vez)[2]
- Northern Wrestling Fedaration
  - NWF Heavyweight Championship (1 vez)
  - NWF Tag Team Championship (1 vez) - com King Kahuna
  - NWF Tri-State Championship (1 vez)
- One Pro Wrestling
  - 1PW Heavyweight Championship (2 vezes)[2][129]
- Ring Ka King
  - Ring Ka King Tag Team Championship (1 vez) – com Scott Steiner[130]
- Ring of Honor
  - Torneio de Trios (2006) – com Alex Shelley e Jimmy Rave[2]
- Total Nonstop Action Wrestling
  - NWA World Heavyweight Championship (1 vez)[2]
  - NWA World Tag Team Championship (1 vez) – com A.J. Styles[2]
  - TNA Television Championship (2 vezes; atual)[51]
  - TNA X Division Championship (1 vez)[61]
  - Quarto vencedor da Tríplice Coroa da TNA
  - Segundo vencedor do Grand Slam da TNA
  - Torneio Fight for the Right (2006)[2]
  - Luta do ano (2005) vs. Sabu, Barbed Wire Massacre em 11 de dezembro[131]
  - Quem assistir em 2004[132]
- Universal Wrestling Alliance
  - UWA Heavyweight Championship (1 vez)[2]
- Wrestling Observer Newsletter awards
  - Melhor personagem (2012) Joseph Park, Esq.[133]
  - Pior luta trabalhada do ano (2006) TNA Reverse Battle Royal no TNA Impact![134]